# Fake (informatique)
Pour les articles homonymes, voir Fake.

Le substantif fake [feɪk]  (litt. « trucage », « contrefaçon ») désigne globalement quelque chose de frauduleux, de truqué. Il est à différencier du false, un autre terme anglais qui désigne plus formellement quelque chose de faux, d'incorrect. 
Le fake a plusieurs sens dans le domaine de l'informatique et des réseaux.

## Les différents types defake

### Faux profils
- Sur les forums, les jeux en ligne ou les chats de discussion, une personne qui prend l'identité d'une autre personne (nom, adresse, image etc.) ou encore qui poste de fausses informations.
- Dans un jeu en ligne, on nomme fake un participant qui utilise un autre pseudonyme que son pseudonyme régulier, dans le but, par exemple de se faire passer pour un habitué ou un administrateur. C'est aussi utilisé pour désigner un mensonge ou un bluff durant le jeu.
- Sur un forum, un fake est une personne postant intentionnellement de fausses informations ou une fausse histoire, en vue d'être pris au sérieux.
- Sur un blog, sur MySpace, Facebook ou autre espace d'hébergement de profils, un fake ou fake profile est un individu se faisant passer pour un autre internaute ayant acquis une certaine notoriété de par le nombre de visites, de commentaires ou d'articles lui étant consacrés[3]. Il peut aussi s'agir d'un internaute utilisant un faux nom, soit par envie de ne laisser aucune donnée personnelle, soit pour éviter d'être retrouvé par les autres utilisateurs (en cas de troll ou de propos pouvant conduire à des menaces de la part des utilisateurs par exemple).

### Faux fichiers
Sur les réseaux de téléchargement peer-to-peer, les fakes sont des fichiers dont le contenu ne correspond pas au titre. Ils sont placés de cette manière soit pour rire, soit afin de décourager la contrefaçon, et là, le dépôt des fakes est assuré par les distributeurs ou les auteurs des œuvres et des logiciels. Dans ce dernier cas, les fichiers en question peuvent être conçus de manière assez perverse et contenir par exemple un début valide, correspondant à l'intitulé, ou constituer une version fortement altérée du fichier d'origine, etc. Une majorité de ces fakes cependant sont dangereux, et contiennent par exemple des virus ou des vidéos pornographiques (l'extension de fichier ne veut plus rien dire à ce moment-là, il faut se méfier de tout type de fichier). Ces tentatives peuvent toutefois être avortées pour les sites en question proposant l'ajout de commentaires, permettant à certains utilisateurs d'avertir les autres.

### Faux documents
Un fake peut aussi être un article truqué (par exemple, un photomontage ou l'utilisation d'une vraie image sortie de son contexte réel). Par exemple sur un v-tuning. Par extension on trouve aussi sur le web des vidéos truquées avec comme principal vecteurs des sites d'hébergement de vidéo, des morceaux de musique, et même des sites web reprenant le style et les thématiques de vrais sites mais en détournant le contenu. On peut souvent assimiler le fake à la parodie.

### Faux textes
Un fake peut aussi simplement être une infox (fausse nouvelle, ou fake news). En février 2019, l'institut de recherche OpenAI annonce avoir créé un programme d’intelligence artificielle capable de générer de faux textes très réalistes. Inquiet par l'utilisation qui pourrait en être faite, si le logiciel est utilisé avec une intention malveillante, OpenAI préfère ne pas rendre public le code source du programme.

## La détection defake

### Pour les images et vidéos

#### Comparaison avec l'existant
Cette méthode de comparaison consiste à rechercher des images équivalentes ou identiques sur des plateformes telles que Google Images ou TinEye, qui a une base de données moins importante que Google mais qui offre la possibilité de trier les résultats pour afficher les résultats les plus anciens ou les plus modifiés (ce qui permet de repérer si une image est passée par Photoshop). Cette méthode fournit souvent de bons résultats en permettant de distinguer les images modifiées des originales.

#### Observation
La détection de modifications est également possible par le biais d’une observation approfondie. Pour cela, il convient alors de prêter attention à plusieurs points tels que :
- contraste et luminosité : ces deux paramètres peuvent souvent mettre en évidence des incohérences ;
- détection des zones de montages au niveau des bordures ;
- cohérence spatiale et temporelle des éléments présents sur le cliché ;
- incohérence dans le rendu de la compression pour des formats tels que JPEG[6] (c'est l'objet de l'analyse de niveau d'erreur (en)).

#### Outils spécialisés
L’utilisation d’images modifiées peut avoir des conséquences. Ainsi, si les techniques d’observation et de comparaison se sont révélées inefficaces, il existe des logiciels et des sites permettant de détecter des imperfections invisibles à l'œil nu.
Néanmoins, il convient de prêter attention au fait que l’utilisation de sites spécialisés peut nécessiter que l’image leur soit transférée.

### Pour les faux profils
Même si des recherches sont menées dans cette optique, il n'y a à ce jour pas de moyen automatique fiable de détecter un faux profil. Les sections commentaires ou les boutons de rapport instaurés par les sites permettent à certains utilisateurs d'avertir les autres en cas de fake.